# Везуль
Везу́ль (фр. Vesoul) — город и коммуна на востоке Франции, административный центр департамента Сона Верхняя (в исторической области Франш-Конте).
Город расположен на реке Дюржон у впадения в неё реки Коломбин. В старой части города сохранились здания XV—XVII вв.
В Везуле родились физик Алексис Терез Пти, художник Жан-Леон Жером, журналист Эдуар Альбер Порталис, актриса Эдвиж Фёйер и Жан-Мишель Николье.
Начиная с 1995 года в городе ежегодно проводится Международный фестиваль азиатского кино.

## Галерея
- Башня в доме Симона Ренара
- Локомотив  A1AA1A 68500 на вокзале Везуля
- Фротейский сабо (фр.) на фоне горы Ла-Мотте (фр.)
- Вид на церковь и фонтан